# Mark Olberding
Mark Allen Olberding (nacido el 21 de abril de 1956 en Melrose, Minnesota) es un exjugador de baloncesto estadounidense que disputó once temporadas en la NBA, una en la ABA y otra más en la liga italiana. Con 2,03 metros de estatura, jugaba en la posición de ala-pívot.

## Trayectoria deportiva

### Universidad
Jugó una única temporada con los Golden Gophers de la Universidad de Minnesota, en la que promedió 16,0 puntos por partido. Fue elegido MVP de su equipo.

### Profesional
Fue elegido en el Draft de la ABA por San Antonio Spurs, pero fue traspasado a San Diego Sails, que había contratado como entrenador a Bill Musselman, que dirigió a Olberding en Minnesota. Pero tras 11 partidos en los que promedió 15,3 puntos y 9,5 rebotes, la franquicia quebró, realizándose un draft de dispersión, siendo asignado a los Spurs.
En el equipo tejano, que contaba con Larry Kenon y Billy Paultz que podían jugar en su misma posición, contó con menos minutos de juego, pero a pesar de ello realizó una destacada temporada, siendo incluido en el mejor quinteto de rookies de la ABA.
Al año siguiente la ABA desapareció, y el equipo se integró en la NBA, y Olberding jugó allí 6 temporadas más, casi siempre como sexto hombre, siendo la más destacada de todas la 1981-82, en la que promedió 13,8 puntos, 6,5 rebotes y 3,0 asistencias por partido. En esas últimas temporadas en San Antonio se unió a jugadores como George Johnson, Dave Corzine, Kevin Restani, Paul Griffin y Reggie Johnson, siendo conocidos en la década de los 80 como los "Bruise Brothers" por su estilo físico de juego.
Antes del comienzo de la temporada 1982-83, fue traspasado junto con Dave Corzine a Chicago Bulls a cambio de Artis Gilmore, donde jugó una temporada en la que promedió 8,7 puntos y 4,5 rebotes por partido. al año siguiente fue traspasado, junto con los derechos sobre Larry Micheaux a los Kansas City Kings, a cambio de los derechos sobre Ennis Whatley y Chris McNealy, además de una futura segunda ronda del draft.
En los Kings jugó 4 temporadas, las dos últimas ya en la ciudad de Sacramento, tres de ellas como titular, siendo relegado al banquillo en la temporada 1986-87, en la que apenas promedió 3,3 puntos y 3,4 rebotes por partido.
Tras acabar contrato, alargó su carrera un año más jugando en la Benetton Treviso de la liga italiana, en la que promedió 14,7 puntos y 7,1 rebotes por partido.

## Estadísticas de su carrera en la NBA y la ABA

### Temporada regular
| Temporada | Edad | Equipo            | Liga  | P   | TIT | MIN  | TC  | TCA  | %TC  | 3P  | 3PA | %3P  | TL  | TLA | %TL  | R.OF. | R.DEF. | REB | ASIS | ROB | TAP | PER | FP  | PTS  |
| 1975-76   | 19   | TOTAL             | ABA   | 81  |     | 25.4 | 3.7 | 7.5  | .498 | 0.0 | 0.0 |      | 2.4 | 3.0 | .773 | 2.3   | 4.3    | 6.5 | 1.8  | 0.6 | 0.5 | 1.7 | 3.1 | 9.8  |
| 1975-76   | 19   | San Diego Sails   | ABA   | 11  |     | 39.5 | 6.3 | 13.1 | .479 | 0.0 | 0.0 |      | 2.7 | 3.9 | .698 | 3.2   | 6.4    | 9.5 | 1.6  | 0.9 | 0.6 | 2.5 | 4.7 | 15.3 |
| 1975-76   | 19   | San Antonio Spurs | ABA   | 70  |     | 23.2 | 3.3 | 6.6  | .503 | 0.0 | 0.0 |      | 2.3 | 2.9 | .789 | 2.1   | 3.9    | 6.1 | 1.8  | 0.6 | 0.4 | 1.6 | 2.8 | 9.0  |
| 1976-77   | 20   | San Antonio Spurs | NBA   | 82  |     | 23.8 | 3.7 | 7.3  | .503 |     |     |      | 3.1 | 3.9 | .794 | 2.0   | 3.5    | 5.5 | 1.5  | 0.7 | 0.4 |     | 3.4 | 10.4 |
| 1977-78   | 21   | San Antonio Spurs | NBA   | 79  |     | 22.4 | 2.9 | 6.1  | .481 |     |     |      | 2.3 | 2.9 | .811 | 1.3   | 3.4    | 4.7 | 1.7  | 0.6 | 0.3 | 1.5 | 3.0 | 8.2  |
| 1978-79   | 22   | San Antonio Spurs | NBA   | 80  |     | 23.6 | 3.3 | 6.9  | .474 |     |     |      | 2.9 | 3.6 | .803 | 1.2   | 4.2    | 5.4 | 2.6  | 0.7 | 0.2 | 2.0 | 3.5 | 9.4  |
| 1979-80   | 23   | San Antonio Spurs | NBA   | 75  |     | 28.1 | 3.9 | 8.1  | .478 | 0.0 | 0.0 | .000 | 2.8 | 3.5 | .795 | 1.1   | 4.5    | 5.6 | 4.4  | 0.9 | 0.3 | 2.4 | 3.7 | 10.6 |
| 1980-81   | 24   | San Antonio Spurs | NBA   | 82  |     | 29.4 | 4.2 | 8.4  | .508 | 0.0 | 0.1 | .143 | 3.8 | 4.6 | .829 | 1.8   | 4.0    | 5.7 | 3.4  | 0.9 | 0.4 | 2.5 | 3.7 | 12.3 |
| 1981-82   | 25   | San Antonio Spurs | NBA   | 68  | 63  | 30.9 | 4.9 | 10.4 | .472 | 0.0 | 0.2 | .167 | 4.0 | 5.0 | .808 | 1.7   | 4.7    | 6.5 | 3.0  | 0.8 | 0.4 | 2.0 | 3.7 | 13.8 |
| 1982-83   | 26   | Chicago Bulls     | NBA   | 80  | 31  | 22.7 | 3.1 | 6.5  | .481 | 0.0 | 0.2 | .167 | 2.4 | 3.1 | .782 | 1.4   | 3.1    | 4.5 | 1.6  | 0.6 | 0.1 | 1.9 | 3.1 | 8.7  |
| 1983-84   | 27   | Kansas City Kings | NBA   | 81  | 81  | 26.7 | 3.1 | 6.2  | .494 | 0.0 | 0.0 | .000 | 3.2 | 3.9 | .821 | 1.5   | 4.0    | 5.5 | 2.4  | 0.6 | 0.3 | 2.0 | 3.6 | 9.4  |
| 1984-85   | 28   | Kansas City Kings | NBA   | 81  | 62  | 28.1 | 3.3 | 6.5  | .502 | 0.0 | 0.0 | .000 | 3.6 | 4.3 | .832 | 1.7   | 4.6    | 6.3 | 3.0  | 0.7 | 0.1 | 2.3 | 3.7 | 10.2 |
| 1985-86   | 29   | Sacramento Kings  | NBA   | 81  | 64  | 26.6 | 2.8 | 5.0  | .558 | 0.0 | 0.0 | .000 | 2.0 | 2.6 | .771 | 1.4   | 3.8    | 5.2 | 3.3  | 0.5 | 0.3 | 1.8 | 3.4 | 7.6  |
| 1986-87   | 30   | Sacramento Kings  | NBA   | 76  | 0   | 13.2 | 0.9 | 2.2  | .418 | 0.0 | 0.0 | .000 | 1.5 | 1.7 | .885 | 0.7   | 1.8    | 2.4 | 1.2  | 0.2 | 0.1 | 0.7 | 1.9 | 3.3  |
| Total     |      |                   | TOTAL | 946 | 301 | 25.0 | 3.3 | 6.7  | .492 | 0.0 | 0.1 | .122 | 2.8 | 3.5 | .808 | 1.5   | 3.8    | 5.3 | 2.5  | 0.7 | 0.3 | 1.9 | 3.3 | 9.5  |
|           |      |                   | NBA   | 865 | 301 | 25.0 | 3.3 | 6.6  | .491 | 0.0 | 0.1 | .122 | 2.9 | 3.6 | .811 | 1.4   | 3.8    | 5.2 | 2.5  | 0.7 | 0.3 | 1.9 | 3.3 | 9.4  |
|           |      |                   | ABA   | 81  |     | 25.4 | 3.7 | 7.5  | .498 | 0.0 | 0.0 |      | 2.4 | 3.0 | .773 | 2.3   | 4.3    | 6.5 | 1.8  | 0.6 | 0.5 | 1.7 | 3.1 | 9.8  |

### Playoffs
| Temporada | Edad | Equipo            | Liga  | P  | MIN  | TCA | TC  | 3PA | 3P | TLA | TL  | R.OF. | REB | ASIS | ROB | TAP | PER | FP  | PTS | %TC  | %3P  | %FT  | MIN  | PTS  | REB | AST |
| 1975-76   | 19   | San Antonio Spurs | ABA   | 7  | 73   | 5   | 15  | 0   | 0  | 3   | 6   | 7     | 22  | 3    | 3   | 2   | 4   | 15  | 13  | .333 |      | .500 | 10.4 | 1.9  | 3.1 | 0.4 |
| 1976-77   | 20   | San Antonio Spurs | NBA   | 2  | 42   | 5   | 9   |     |    | 3   | 6   | 2     | 7   | 2    | 0   | 1   |     | 8   | 13  | .556 |      | .500 | 21.0 | 6.5  | 3.5 | 1.0 |
| 1977-78   | 21   | San Antonio Spurs | NBA   | 6  | 152  | 25  | 51  |     |    | 13  | 15  | 9     | 30  | 14   | 6   | 6   | 8   | 23  | 63  | .490 |      | .867 | 25.3 | 10.5 | 5.0 | 2.3 |
| 1978-79   | 22   | San Antonio Spurs | NBA   | 14 | 359  | 41  | 103 |     |    | 29  | 37  | 12    | 69  | 33   | 12  | 5   | 29  | 53  | 111 | .398 |      | .784 | 25.6 | 7.9  | 4.9 | 2.4 |
| 1979-80   | 23   | San Antonio Spurs | NBA   | 3  | 97   | 13  | 23  | 0   | 0  | 3   | 4   | 5     | 22  | 11   | 2   | 1   | 3   | 14  | 29  | .565 |      | .750 | 32.3 | 9.7  | 7.3 | 3.7 |
| 1980-81   | 24   | San Antonio Spurs | NBA   | 7  | 254  | 58  | 105 | 1   | 3  | 21  | 25  | 11    | 41  | 30   | 4   | 0   | 17  | 31  | 138 | .552 | .333 | .840 | 36.3 | 19.7 | 5.9 | 4.3 |
| 1981-82   | 25   | San Antonio Spurs | NBA   | 9  | 328  | 53  | 120 | 0   | 1  | 26  | 31  | 20    | 58  | 32   | 9   | 6   | 27  | 39  | 132 | .442 | .000 | .839 | 36.4 | 14.7 | 6.4 | 3.6 |
| 1983-84   | 27   | Kansas City Kings | NBA   | 3  | 60   | 6   | 15  | 0   | 0  | 8   | 14  | 4     | 15  | 6    | 0   | 0   | 4   | 6   | 20  | .400 |      | .571 | 20.0 | 6.7  | 5.0 | 2.0 |
| 1985-86   | 29   | Sacramento Kings  | NBA   | 3  | 74   | 3   | 9   | 0   | 0  | 9   | 12  | 4     | 13  | 3    | 2   | 1   | 7   | 9   | 15  | .333 |      | .750 | 24.7 | 5.0  | 4.3 | 1.0 |
| Total     |      |                   | TOTAL | 54 | 1439 | 209 | 450 | 1   | 4  | 115 | 150 | 74    | 277 | 134  | 38  | 22  | 99  | 198 | 534 | .464 | .250 | .767 | 26.6 | 9.9  | 5.1 | 2.5 |
|           |      |                   | NBA   | 47 | 1366 | 204 | 435 | 1   | 4  | 112 | 144 | 67    | 255 | 131  | 35  | 20  | 95  | 183 | 521 | .469 | .250 | .778 | 29.1 | 11.1 | 5.4 | 2.8 |
|           |      |                   | ABA   | 7  | 73   | 5   | 15  | 0   | 0  | 3   | 6   | 7     | 22  | 3    | 3   | 2   | 4   | 15  | 13  | .333 |      | .500 | 10.4 | 1.9  | 3.1 | 0.4 |